# Lahoh
Lahoh é um pão folha feito com massa de farinha fermentada, típico da culinária do Iêmen, mas preparado também na Somália e no Djibouti. No Iêmen, é muito popular em Sana’a e na região norte, em geral; muitas vezes é servido com shafout, um prato preparado com iogurte, salada e zahawig, um almoço típico daquela região.  Pode também ser consumido simples com bisbas, uma mistura de condimentos. 
Faz-se uma massa com farinha de trigo branca e integral, levedura e água e deixa-se fermentar durante três dias, tapada com um pano. Quando já não houver sinais de atividade da levedura, mistura-se com farinha de milho, sal, levedura e farinha de trigo até obter uma massa elástica. Deixa-se levedar cerca de 30 minutos e entretanto faz-se um creme aquecendo farinha de trigo em água até ficar quase seco; nessa altura, mistura-se com a massa já preparada, juntando água morna até ficar com a consistência da massa para fazer crepes; deixa-se mais algum tempo, até aparecerem bolhas. Aquece-se uma superfície de pedra, como um forno para cozer pizza, ou uma tijoleira sem vidrado (usar uma superfície de metal, como uma frigideira, altera a textura do lahoh); unta-se a superfície com um pouco de óleo e coloca-se a massa com um movimento em espiral, de fora para dentro, até fazer um crepe; coze apenas dum lado, a parte superior deve ficar com a massa cozida, mas com pequenos orifícios; nessa altura, tira-se para um prato para arrefecer, enquanto se coze o resto da massa. 